# Legião de Tropas Ligeiras

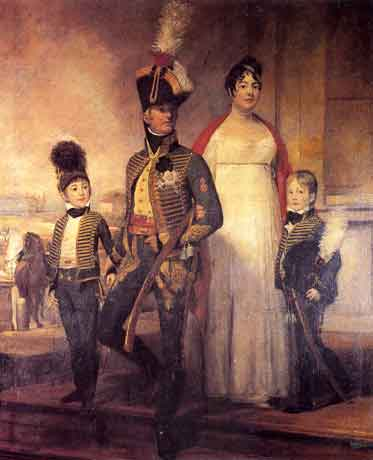
O marquês de Alorna, fardado como comandante da Legião de Tropas Ligeiras, a sua mulher e os seus filhos (fardados com uniformes de alferes da Legião).]. Estas fardas, contudo, são exclusivas do Comandante e dos seus filhos.

A Legião de Tropas Ligeiras - também conhecida por Legião Ligeira ou por Legião de Alorna, pelo seu comandante o 3º marquês de Alorna - foi uma unidade de elite do Exército Português criada por decreto de 7 de Agosto de 1796. A Legião foi criada para actuar como as modernas forças de reacção rápida, integrando tropas de infantaria, cavalaria e artilharia, especialmente organizadas, treinadas e equipadas para se deslocarem rapidamente para a qualquer ponto do território. O seu conceito era bastante inovador em termos dos exércitos europeus da época, se bem que o Exército Português já tivesse tido, alguns anos antes, uma unidade de características semelhantes, o Regimento de Voluntários Reais.
A Legião de Tropas Ligeiras tinha um prestígio tão grande que foi imediata e totalmente integrada na Legião Portuguesa quando esta foi constituída na sequência da invasão Napoleónica de Portugal em 1808. Ao serviço da Legião Portuguesa, as tropas da antiga Legião Ligeira tiveram uma participação notável nas campanhas da Áustria e da Rússia, sendo as suas tropas apelidadas por Napoleão de "Infantaria Negra".

## Organização
A Legião de Tropas Ligeiras integrava:
- 1 Estado-Maior
- 1 Batalhão de Caçadores, a 8 companhias
- 3 Esquadrões de Cavalaria (integrando 6 Companhias de Hussardos)
- 1 Bataria de Artilharia a Cavalo

Na Legião Portuguesa as tropas da antiga Legião Ligeira ficaram essencialmente integradas num batalhão de infantaria ligeira.

## Uniforme
Como nas imagems. Farda (casaco) azul claro pedrês; botões em metal amarelo (dourado para os oficiais); gola e canhão das mangas de cor preta com vivos amarelos; pluma verde. De acordo com o plano de uniformes da época, as calças deveriam ser brancas no Verão e amarelas no Inverno.

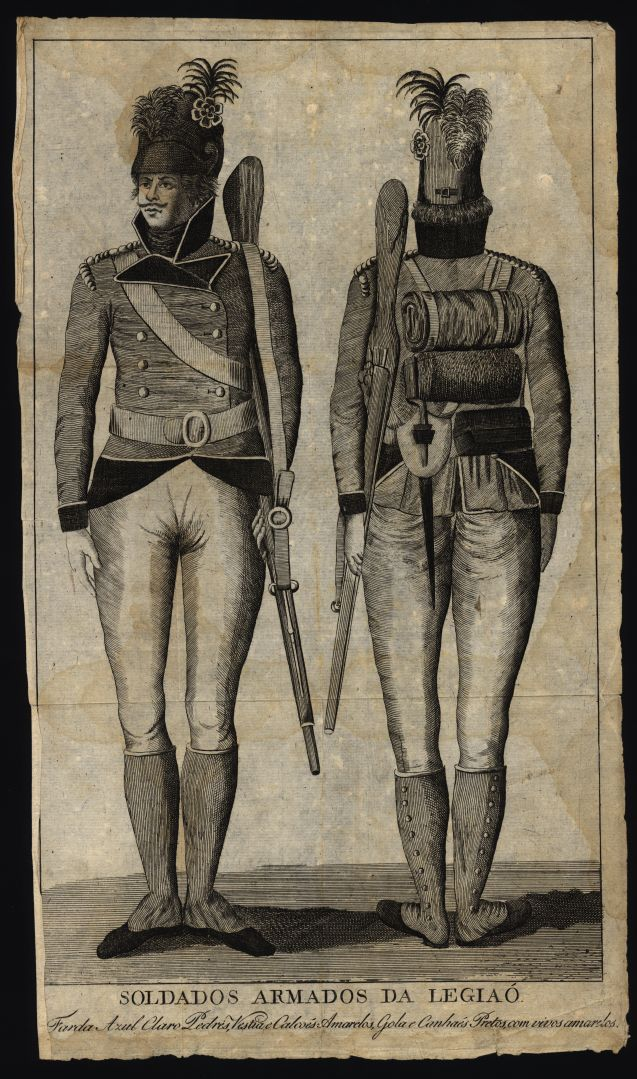
Soldado da Legião de Tropas Ligeiras.

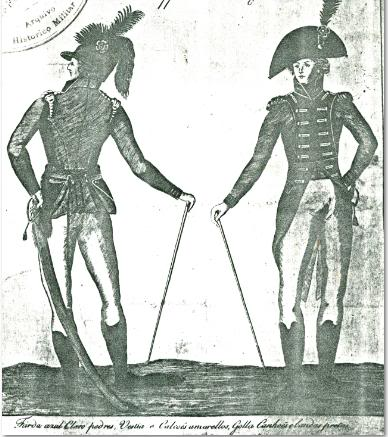
Oficiais da Legião de Tropas Ligeiras.

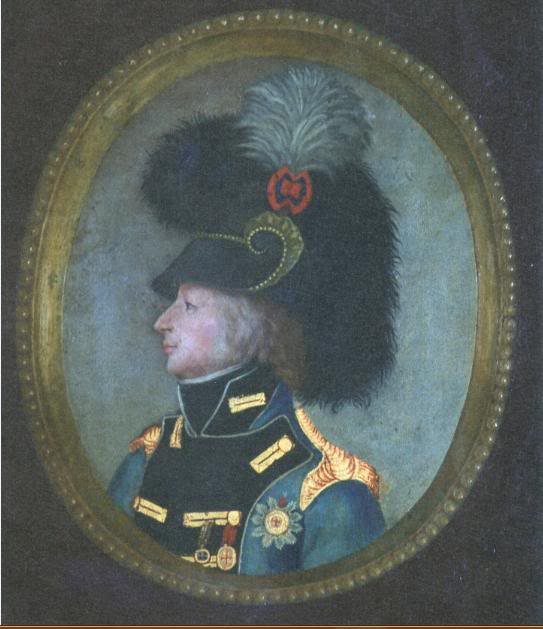
Retrato do Marquês de Alorna com uniforme de oficial da Legião de Tropas Ligeiras.

## Ligações
- Os Uniformes em 1806 http://www.arqnet.pt/exercito/uninf806.html Em falta ou vazio |título= (ajuda)